# Olenecamptus dominus
Olenecamptus dominus là một loài bọ cánh cứng trong họ Cerambycidae.